# Cercoteri

I nove cercoteri; da sinistra a destra: Matatabi, Son Goku, Kokuō, Gyūki, Kurama, Chōmei, Saiken, Isobu e Shukaku

I cercoteri (尾獣?, bijū) sono un gruppo di animali presenti nella serie manga ed anime Naruto di Masashi Kishimoto.
Nati per mano dell'Eremita dei Sei Sentieri dalla scissione del cercoterio originale, il Decacoda, sono nove bestie dotate di un'enorme quantità di chakra e di un numero di code che varia da uno a nove.

## Shukaku, Demone Tasso Monocoda
Shukaku (守鶴?, Shukaku), o Demone Monocoda (一尾の尾獣?, Ichibi no Bijū), Demone Tasso o Reliquia della Sabbia nella versione italiana dell'anime, ha l'aspetto di un tanuki ed è il cercoterio appartenente a Suna, il Villaggio della Sabbia. In passato è stato sigillato all'interno di due abitanti della Sabbia, e, in seguito per ordine del Quarto Kazekage, nel corpo di Gaara. Dopo la cattura di Gaara da parte dell'Organizzazione Alba, il demone è stato sigillato all'interno della Statua Diabolica. In seguito Shukaku ritorna in libertà dopo la divisione del Decacoda. Viene successivamente catturato da Madara e sigillato assieme agli altri cercoteri, ma tornerà in libertà dopo la sconfitta di Kaguya ad opera di Naruto e Sasuke.

Occhio del Demone Tasso

Il demone ha la capacità di controllare l'elemento vento (tramite il quale può utilizzare una tecnica che consiste nel lanciare sfere impastate col chakra dalla bocca di nome proiettili d'aria congelante), di utilizzare la Teriosfera, utilizza l'arte del magnetismo per controllare la sabbia. Inoltre, a differenza degli altri cercoteri, è in grado di risucchiare l'anima della sua forza portante ogni volta che quest'ultima dorme. Proprio per questo Gaara soffre terribilmente di insonnia. Stando a quanto dice l'Ottacoda, detesta profondamente Kurama perché la volpe considera il livello della loro forza in base al numero delle code, quindi ritiene Shukaku il più debole di tutti.
Il demone è intelligente ma incoerente, con il comportamento simile a quello di un ebbro. Inoltre risulta il più instabile tra i cercoteri visti finora. Il nome Shukaku (守鶴?, Shukaku) ha la stessa lettura del termine Giapponese per "bevitore" (酒客?, Shukaku). È doppiato da Hiroshi Iwasaki e Lorenzo Scattorin.

## Matatabi, Demone Gatto Bicoda
Matatabi (又旅?, Matatabi), o Demone a Due Code (ニ尾の尾獣?, Nibi no Bijū), ha l'aspetto di un nekomata ed è uno dei cercoteri appartenenti al Villaggio delle Nuvole. In passato è stato sigillato all'interno di Yugito Nii. Dopo la cattura di Yugito da parte dell'Organizzazione Alba, il demone è stato sigillato all'interno della Statua Diabolica. In seguito ritorna in libertà dopo la divisione del Decacoda. Viene successivamente catturato da Madara e sigillato assieme agli altri cercoteri, ma tornerà in libertà dopo la sconfitta di Kaguya ad opera di Naruto e Sasuke.
Sembra che il demone possa controllare l'elemento fuoco, creando palle di fuoco molto potenti, inoltre può anch'esso utilizzare la teriosfera.
Hidan rivela che il Demone Gatto veniva anche chiamato il Fantasma Vivente. "Matatabi" è uno dei nomi giapponesi della Actinidia polygama, un tipo di erba gatta presente in Giappone. È doppiato da Ryōko Shiraishi e da Graziella Polesinanti, Simona Biasetti (ep.384+) in italiano.

## Isobu, Demone Tartaruga Tricoda
Isobu (磯撫?, Isobu), o Demone a Tre Code (三尾の尾獣?, Sanbi no Bijū), ha l'aspetto di una tartaruga ed è il cercoterio appartenente al Villaggio della Nebbia. In passato fu sigillato nel corpo di Yagura, il Quarto Mizukage del Villaggio della Nebbia. Nel manga inoltre si scopre che prima ancora il demone era stato sigillato dai ninja del Villaggio della nebbia nella chunin del Villaggio della Foglia Rin Nohara, in modo che potesse distruggere il villaggio dall'interno, ma Rin si fece uccidere da Kakashi Hatake per impedire ciò. Nell'anime un ragazzo di nome Yūkimaru è in grado di controllarlo attraverso alcuni farmaci di Kabuto Yakushi.
Diversamente dagli altri cercoteri, il demone non possiede, al momento della cattura, una forza portante e, per questo motivo, risulta molto simile ad un animale selvaggio per quanto riguarda il comportamento. Secondo Deidara, in mancanza di un portatore, la bestia è più debole poiché non in grado di usare al massimo i suoi poteri. Viene catturato dall'Organizzazione Alba e sigillato all'interno della Statua Diabolica insieme al demone a quattro code. Nell'anime viene conteso anche da Orochimaru e dai ninja del Villaggio della Foglia, ma alla fine nessuno dei due riesce a catturare il demone. Alla fine viene catturato da Deidara e Tobi come accade nel manga. In seguito ritorna in libertà dopo la divisione del Decacoda. Viene successivamente catturato da Madara e sigillato assieme agli altri cercoteri, ma tornerà in libertà dopo la sconfitta di Kaguya ad opera di Naruto e Sasuke.
Il demone, nonostante la sua enorme mole, dispone di una grande velocità. Nell'anime è in grado di controllare l'elemento acqua, di usare una nebbia capace di creare delle illusioni, di poter creare palle di cannone giganti d'acqua dalla bocca e delle onde gigantesche attraverso il suo ruggito ed infine la teriosfera. Sempre nell'anime, inoltre, il demone ha la capacità di dividersi in mini cloni. Il nome "Isobu" è una lettura alternativa dei kanji di Isonade, nome di un mostro marino della mitologia nipponica. È doppiato da Shigenori Soya e Patrizio Prata.

## Son Goku, Demone Gorilla Tetracoda
Son Goku (孫悟空?, Son Gokū), nome datogli dall'Eremita delle Sei vie, o Demone a Quattro Code (四尾の尾獣?, Yonbi no Bijū) ha l'aspetto di un gorilla con quattro code ed è uno dei cercoteri appartenenti al Villaggio della Roccia. In passato è stato sigillato all'interno di Roshi.
Dopo la cattura di Roshi da parte dell'Organizzazione Alba, il demone è stato sigillato all'interno della Statua Diabolica insieme al demone a tre code.. In seguito ritorna in libertà dopo la divisione del Decacoda. Viene successivamente catturato da Madara e sigillato assieme agli altri cercoteri, ma tornerà in libertà dopo la sconfitta di Kaguya ad opera di Naruto e Sasuke.
Il demone ha la capacità di controllare l'elemento Lava, ovvero la combinazione dei tipi di chakra di Fuoco e Terra. Inoltre può anch'esso utilizzare la teriosfera.
Son si vanta anche dei titoli di Gran Saggio Pari del Cielo (斉天大聖?, Seiten Taisei) e Affascinante Re delle Scimmie (美猿王?, Bien'ō), due dei titoli del Son Goku mitologico. Il design di questo Cercotero è stato ispirato all'aspetto che il protagonista di Dragon Ball, Son Goku, occasionalmente assume, quello di un gorilla enorme, e il suo numero di code ricorda la sfera che custodiva il giovane Goku. È doppiato da Hiroki Yasumoto in Giapponese e in italiano da Roberto Draghetti e Massimiliano Lotti (ep. 384+).

## Kokuō, Demone Cavallo Pentacoda
Kokuō (コク王?, Kokuō), conosciuto anche come Re Koku o Demone a Cinque Code (五尾の尾獣?, Gobi no Bijū), ha l'aspetto di un ibrido a metà tra un delfino e un cavallo bianco ed è uno dei cercoteri appartenenti al Villaggio della Roccia. In passato è stato sigillato all'interno di Han. Dopo la cattura di Han da parte dell'Organizzazione Alba, il demone è stato sigillato all'interno della Statua Diabolica. In seguito ritorna in libertà dopo la divisione del Decacoda. Viene successivamente catturato da Madara e sigillato assieme agli altri cercoteri, ma tornerà in libertà dopo la sconfitta di Kaguya ad opera di Naruto e Sasuke.
Usa l'Arte dell'Ebollizione, quindi combina insieme Fuoco e Acqua. Come gli altri cercoteri, può utilizzare la teriosfera. È doppiato da Mie Sonozaki e da Irene Di Valmo, Marina Thovez (ep.384) in italiano.

## Saiken, Demone Lumaca Esacoda
Saiken (犀犬?, Saiken), o Demone a Sei Code (六尾の尾獣?, Rokubi no Bijū), ha l'aspetto di una lumaca ed è uno dei cercoteri appartenenti al Villaggio della Nebbia. In passato è stato sigillato all'interno di Utakata. Dopo la cattura di Utakata da parte dell'Organizzazione Alba (cattura apparsa solo nell'anime), il demone è stato sigillato all'interno della Statua Diabolica. In seguito ritorna in libertà dopo la divisione del Decacoda. Viene successivamente catturato da Madara e sigillato assieme agli altri cercoteri, ma tornerà in libertà dopo la sconfitta di Kaguya ad opera di Naruto e Sasuke.
Nell'anime, il demone sembra avere la capacità di assorbire le tecniche magiche, mentre nel manga ha la capacità di secernere una potente soluzione alcalina altamente corrosiva. Come gli altri cercoteri, può utilizzare la teriosfera. Da notare come il design della sua Forza Portante sia un disegno mandato a Kishimoto da un fan e successivamente riutilizzato per interpretare questo ruolo, come lo stesso autore aveva annunciato quando vide il disegno. Il nome del cercoterio è derivato da una creatura mitologica cinese, lo Xīquǎn (犀犬S, xīquǎnP). È doppiato da Miyu Irino e da Paola Majano, Stefania Rusconi (ep.384+) in italiano.

## Chōmei, Demone Insetto Ettacoda
Chōmei (ラッキーセブン重明?, Chōmei), o Demone a Sette Code (七尾の尾獣?, Nanabi no Bijū), ha l'aspetto di un insetto (all'epoca dell'Eremita delle sei vie aveva l'aspetto di una larva) ed è il cercoterio appartenente al Villaggio della Cascata (è quindi l'unico dei cercoteri a non appartenere ad uno dei cinque grandi villaggi ninja). L'ultima Forza portante nella quale fu sigillato è Fuu. Dopo la cattura di Fuu da parte dell'Organizzazione Alba, il demone è stato sigillato all'interno della Statua Diabolica. In seguito ritorna in libertà dopo la divisione del Decacoda. Viene successivamente catturato da Madara e sigillato assieme agli altri cercoteri, ma tornerà in libertà dopo la sconfitta di Kaguya ad opera di Naruto e Sasuke.
Possiede un'armatura ossea che riveste il suo corpo, inoltre produce la Polvere di Scaglie con la quale può accecare gli avversari. Tra i nove Cercoteri, Chomei è l'unico che possiede la capacità di volare. Come gli altri cercoteri, può utilizzare la teriosfera. Il nome del cercoterio è probabilmente derivato dall'uccello mitologico cinese Chongmingniao (重明鳥T, 重明鸟S, chóngmíngniǎoP). È doppiato da Ken'ichi Suzumura e da Luca Sandri in italiano.

## Gyūki, Demone Polpo-Bue Ottacoda
Gyūki (牛鬼?, Gyūki), o Demone ad Otto Code (八尾の尾獣?, Hachibi no Bijū), ha l'aspetto di un ibrido fra un polpo ed un bue ed è uno dei cercoteri del Villaggio delle Nuvole. Venne catturato dal Terzo Raikage che lo rinchiuse all'interno del vaso purificatore d'ambra, uno degli oggetti dell'Eremita delle sei vie. In passato ha avuto alcuni portatori, ultimo dei quali è Killer Bee, attuale forza portante del demone. Il demone ha la capacità di sputare inchiostro, tramite il quale Bee utilizza una tecnica di sigillo, di creare un enorme vortice in grado di spazzare via tutto ciò che ha intorno, (utilizzato contro Tobi) e di utilizzare la Teriosfera. Inoltre, nonostante la sua enorme mole, dispone di una grande velocità.
Preso di mira da Alba, Gyuki aiuterà Bee a sfuggire sia a Sasuke che a Kisame. Prima che inizi la Quarta Guerra Mondiale Ninja, Gyuki e Bee vengono spediti sull'Isola della Tartaruga, dove conosceranno Naruto Uzumaki e incominceranno a prenderlo in simpatia, tanto da aiutarlo a sottomettere l'Enneacoda. Quando Naruto decide di andare in guerra, Bee lo accompagna. Nello scontro con Tobi e Madara Uchiha, Gyuki e Bee assisteranno alla completa trasformazione di Naruto in Kurama, contenti che il loro allievo sia finalmente riuscito a superarli. Viene successivamente catturato da Madara e sigillato assieme agli altri cercoteri, ma tornerà in libertà dopo la sconfitta di Kaguya ad opera di Naruto e Sasuke, e si ricongiunge con Bee.
A differenza degli altri cercoteri condivide un rapporto molto più amichevole e aperto nei confronti della sua forza portante ed afferma che incontrando Killer Bee abbia perso qualunque istinto malvagio. I due fanno coppia nei combattimenti e il demone passa il proprio chakra a Bee, che è in grado di trasformarsi sia in maniera parziale che totale nel demone.
Il personaggio del Demone a Otto code prende spunto dall'omonimo mostro della mitologia giapponese e di cui Masashi Kishimoto, l'autore del manga, non ha fatto altro che riprendere alcune caratteristiche. In Giappone questa figura leggendaria è anche detta Ushi-oni (bue-orco) ed è tradizionalmente rappresentato come un enorme bue con quattro corna di cui una spezzata, uno spuntone sul mento anch'esso spezzato e otto code simili ai tentacoli di un polpo o dotato della testa di un bue e del corpo di un ragno. È doppiato da Masaki Aizawa e in italiano da Marco Balbi e Ambrogio Colombo (ep. 298-343).

## Shinju, Demone Bestia Decacoda
Lo Shinju (神樹?, Shinju, lett. Dio Albero o Albero Divino) o Demone a Dieci Code (十尾の尾獣?, Jūbi no bijū), è il cercoterio ancestrale, ovvero l'origine di tutti i cercoteri, che un tempo erano una cosa sola. In origine era un albero divino che conteneva tutto il chakra del mondo e che gli umani veneravano attraverso riti sacri. Ogni mille anni questo albero produceva un frutto, che nessun essere umano aveva il permesso di toccare. Un giorno una donna, Kaguya Ootsutsuki, mangiò il frutto, divenendo il primo essere vivente a possedere il chakra. In seguito la donna, ormai impazzita per via del suo enorme potere, volle riottenere il chakra ereditato dai suoi due figli e così si fuse con l'Albero Sacro dando vita al demone, e poi li attaccò. Il figlio di Kaguya, Hagoromo Ootsutsuki, meglio conosciuto come l'Eremita delle Sei Vie aiutato dal fratello Hamura Ootsutsuki, riuscì a sconfiggerla e a sigillarla nel suo corpo, diventando la prima forza portante. Poco prima di morire, l'Eremita decise di dividere il chakra del demone in nove parti e, tramite una tecnica conosciuta come "Izanagi perfetto" dello Yin-Yang fece nascere i corpi dei nove cercoteri in cui infuse tutto il chakra di sua madre. Infine sigillò il corpo senz'anima del Decacoda con il Chibaku Tensei, intrappolandolo in un'enorme massa di rocce, che sarà poi conosciuta come la Luna.
Il suo corpo venne riportato sulla Terra da Madara Uchiha e venne ribattezzato con il nome di Statua Diabolica, e usato come contenitore per i cercoteri estratti dalle forze portanti. Durante la Quarta Guerra Ninja, viene risvegliato da Obito Uchiha e Madara e dopo aver provocato numerose vittime verrà assorbito prima da Obito, che ne diverrà la forza portante e lo ritrasformerà nell'Albero Divino, e poi da Madara che assorbirà anche l'Albero Divino. Successivamente Madara verrà tradito da Zetsu Nero, che lo sfrutterà per far rinascere Kaguya. Dopo la sconfitta di quest'ultima per mano di Naruto e Sasuke, i cercoteri torneranno in libertà mentre la Statua Diabolica verrà rinchiusa in un nuovo Chibaku Tensei, ponendo così definitivamente fine alla minaccia del Decacoda. Il demone ha un solo grande occhio che sembra essere una fusione tra lo Sharingan e il Rinnegan, infatti ha, nel suo unico occhio gigante, quattro iridi e nove tomoe uguali a quelle del Rinnegan , in centro all'occhio l'immagine è la stessa dello Sharingan degli Uchiha.

Occhio della Decacoda

Essendo la bestia la fusione di tutti i cercoteri o più precisamente il suo progenitore, essa conserva nel suo essere l'essenza stessa di tutto il pianeta. Ha un chakra immenso e molto potente, anche nella sua forma incompleta una Teriosfera combinata dei due Cercoteri più potenti non le ha fatto neanche un graffio. Kurama nota che è impossibile percepire la negatività del mostro, in quanto non è dotato di emozioni o ideali, come l'energia presente nell'aria e nella terra; tuttavia Naruto, entrando in Modalità Eremitica, comprende che il potere del Decacoda è incommensurabile. A differenza degli altri cercoteri, il Decacoda non è un essere senziente poiché la sua intera esistenza è legata al fatto di voler distruggere tutto e tutti per vendicarsi del chakra rubatogli dagli umani. Pertanto è l'unica creatura ad aver bisogno di una forza portante per poter scatenare il suo immenso e illimitato potenziale. In sostanza racchiudere lo Shinju nel proprio corpo significa evolversi oltre l'umano e divenire un dio.